# Орден Камехамехи I
Королевский орден Камехамехи I (гав. Kamehameha I e Hookanaka) — высшая государственная награда Королевства Гавайи.

## История
Учреждён 11 апреля 1865 года королём Камехамехой V. Назван в честь короля Камехамехи I, основателя королевства. Вручался за исключительные заслуги перед государством и королём.
По британскому образцу, члены ордена имели право использовать постноминалы. Орден состоял из трёх степеней с ограниченным числом одновременно состоящих в ордене:
- кавалеры Большого креста (K.G.C.K.) — 10 человек,
- кавалеры-командоры (K.C.K.) — 30 человек,
- кавалеры (C.K.) — 50 человек.

В качестве высшей степени отличия главам государств могла вручаться орденская цепь.
При принятии в орден кавалеры-гавайцы должны были уплатить взнос: кавалеры Большого креста — 250 долларов, кавалеры-командоры — 150 долларов, кавалеры — 75 долларов. Иностранцы были освобождены от выплат.
Известное число награждений — 139 человек:
- кавалеров Большого креста с цепью — 2 человека (королева Виктория и император Муцухито),
- кавалеров Большого креста — 38 человек,
- кавалеров-командоров — 56 человек,
- кавалеров — 43 человека.

57 раз орден ручался Камехамехой V и 82 раза — королём Калакауа.
Гавайские королевы и принцессы королевской крови имели право на ношение знаков Большого креста ордена, но при этом не считались членами ордена.
Ежегодно для решения орденских дел и обсуждения новых кандидатов собирался Большой совет ордена из всех наличных на острове Гавайи членов ордена. Пропустившим собрание без уважительных причин присуждался штраф в 20 долларов.
Не вручался с 1886 года. После свержения монархии в январе 1893 года все королевские награды были упразднены.

## Знаки ордена
Цепь — золотая, состоящая из чередующихся звеньев трёх видов: монограмма короля Камехамеха (литера «К»), королевской короны и орденского креста белой и синей эмали. Звенья соединены золотыми колечками и замыкаются центральным звеном в виде большой монограммы короля Камехамеха, заключённой в пальмовый венок зелёной эмали, перевязанный внизу золотой лентой. К центральному звену подвешивается знак Большого креста.
Знак — мальтийский крест белой эмали с штралами в углах. В центре лицевой стороны креста круглый медальон белой эмали с широким ободком синей эмали. В центре медальона золотая монограмма короля Камехамеха — ажурная литера «К». На ободке золотая надпись «KAMEHAMEHA I» в верхней части и две лавровые ветви внизу. На оборотной стороне креста такой же медальон, без изображений в центре и с надписью на ободке — «E HOOKANAKA».
Крест увенчан королевской короной, имеющей в верхней части ушко с кольцом, через которое пропускается орденская лента. Знаки кавалеров — серебряные, остальных степеней — золотые.
Звезда — серебряная восьмиконечная. На центр звезды наложен орденский крест большого размера.
Лента Большого креста — шёлковая муаровая красного цвета с узкими белыми полосками по краям.
Лента младших степеней — шёлковая муаровая красного цвета с узкими белыми полосками по краям и тремя белыми полосами на равном расстоянии друг от друга и краёв.
В особых случаях могли вручаться знаки Большого креста, украшенные бриллиантами.
Кавалеры Большого креста носили знак ордена на широкой ленте через правое плечо и звезду на левой стороне груди, кавалеры-командоры — знак ордена на узкой ленте на шее, кавалеры — знак ордена малого размера на узкой ленте на левой стороне груди.